# Yukta Mookhey
Yukta Mookhey (ur. 7 października 1978) – indyjska modelka i aktorka, Miss World 1999.
W 1999 została wicemiss Indii, a następnie jako reprezentantka swojego kraju w grudniu tego samego roku została Miss World. W 2002 zadebiutowała w filmie Pyaasa.